# كيورا (آلة موسيقية)

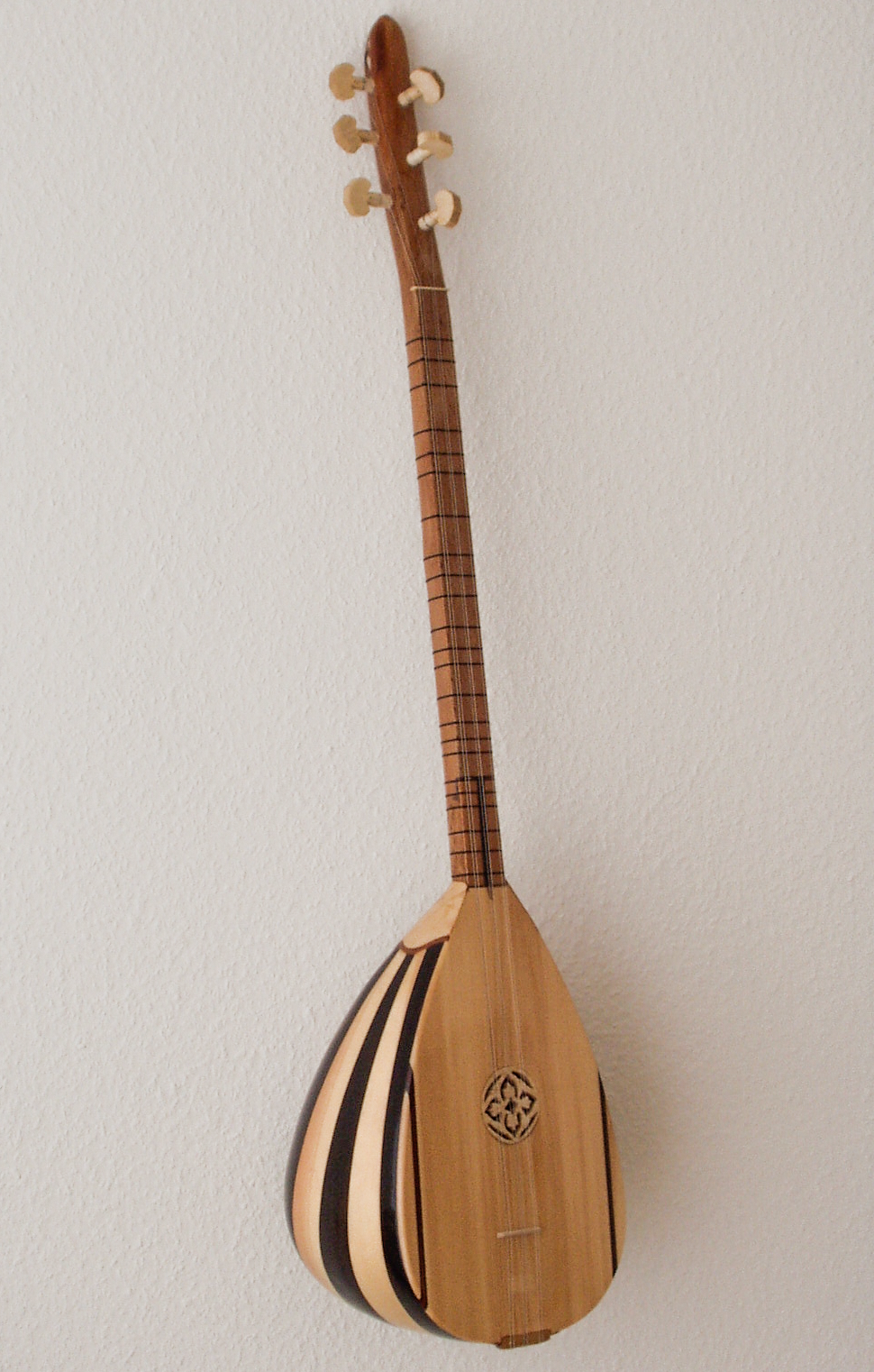

الكيورا (بالتركية: Cura) هي أصغر آلة موسيقية من فئة الساز وأكثرها حدة في الصوت. وتحمل آلة الكيورا العديد من الأسماء بالمرور بمختلف مناطق تركيا، منها: ديدي سازي، بارماك كيورا، يوج تيلي كيورا.